# Honnechy
Honnechy is een gemeente in het Franse Noorderdepartement (regio Hauts-de-France) en telt 496 inwoners (1999). De plaats maakt deel uit van het arrondissement Cambrai.

## Geografie
De oppervlakte van Honnechy bedraagt 6,5 km², de bevolkingsdichtheid is 76,3 inwoners per km².

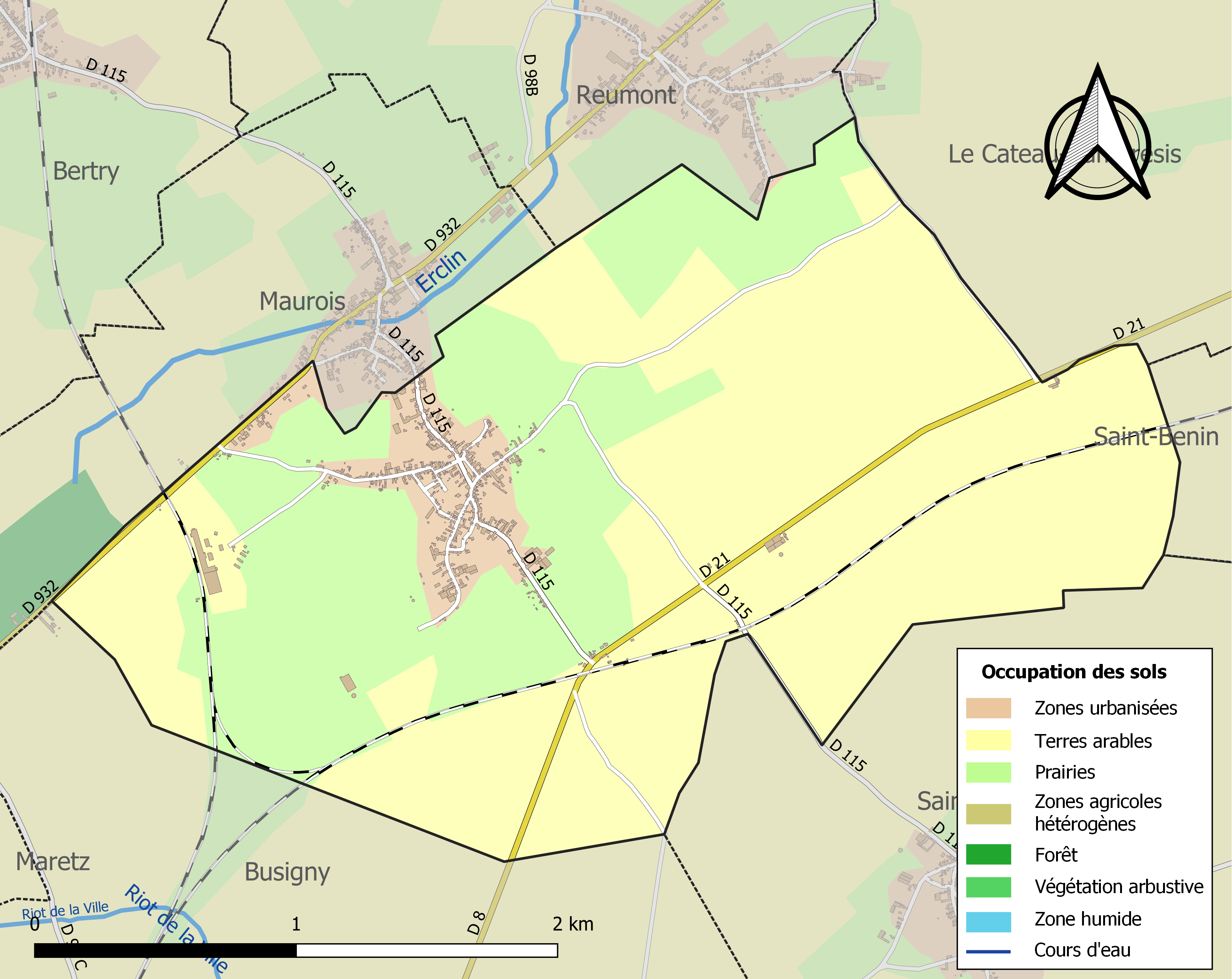
Kaart van de gemeente met de belangrijkste infrastructuur, bodemgebruik en omliggende gemeenten

## Verkeer en vervoer
In de gemeente ligt het spoorwegstation Maurois.

## Demografie
Onderstaande figuur toont het verloop van het inwonertal (bron: INSEE-tellingen).